# L'uomo senza colpa
Pour plus de détails, voir Fiche technique et Distribution.
L'uomo senza colpa (litt. « L'homme sans culpabilité ») et un  film dramatique italo-slovéno-croate écrit et réalisé par Ivan Gergolet, sorti en 2022.

## Synopsis
Monfalcone, nord-est de l'Italie, côte de la mer Adriatique. Angela est une veuve de 50 ans. Son mari est décédé d’un cancer du poumon causé par la poussière d’amiante qu’il avait respirée lorsqu’il était ouvrier dans une usine. Angela travaille comme femme de ménage dans un hôpital, où elle découvre que Francesco, l'ancien employeur de son mari, a été hospitalisé à cause d'un accident vasculaire cérébral. Là, elle rencontre le fils de Francesco, qui est frappé par la douceur d'Angela et, ignorant le lien qui les unit, lui suggère de travailler comme aide-soignante auprès de son père une fois qu'il sera libéré. Comme Francesco a évité une condamnation, Angela accepte l'offre de le punir, mais se rend vite compte qu'elle n'est pas capable de lui faire du mal. Angela n'abandonne pas. Engloutie par la colère et l'obsession, elle décide de rendre à Francesco la même monnaie qu'elle a reçue de lui : la condamnation à la solitude.
Elle tente de séparer le père et le fils, risquant tout ce qui lui reste : son meilleur ami, sa fille, sa dignité. Son plan semble fonctionner, jusqu'à ce que le fils de Francesco découvre la raison de sa présence, ruinant le château de cartes qu'il avait construit. Alors que tout semble perdu, Angela décide d'affronter son ennemi une dernière fois, de lui dire sa vérité, de révéler à son fils qui est vraiment son père. Dans l’obscurité profonde dans laquelle elle est tombée, Angela découvre une vérité inattendue. Si le coupable – le bourreau – devient sa propre victime, la vengeance peut se transformer en pardon et un nouveau départ peut être possible,.

## Fiche technique
- Date de sortie : 22 novembre 2022 ( Estonie)
- Pays d’origine :    Slovénie  Italie  Croatie
- Langue : Italien
- Lieux de tournage : Gorizia, Friuli-Venezia Giulia, Italie
- Sociétés de production : Propeler Film, Staragara, Transmedia

## Distinctions

### Récompenses
- 2023 : Festival du film Gallio
  1. Meilleur film
  2. Meilleur actrice

- 2023 : Festival du film slovène
  1. Meilleur film
  2. Meilleur réalisation
  3. meilleur premier film

### Nominations
- 2023:Festival international du film de Pékin
  - Meilleur film

- 2023 :Festival international du film de Sofia :
  - Grand prix.
- 2023 :K3 Film Festival
  - Meilleur long métrage

## Note et référence
1. ↑  « L’UOMO SENZA COLPA – Festival du Film Italien de Villerupt » (consulté le 23 mai 2025)
2. ↑  (it) « L’UOMO SENZA COLPA », sur Teatro Miela (consulté le 23 mai 2025)